# 韦尼阿明·列舍特尼科夫
韦尼阿明·谢尔盖耶维奇·列舍特尼科夫（俄语：Вениамин Сергеевич Решетников，1986年7月28日—），俄罗斯男子击剑运动员。他曾获得2013年世界击剑锦标赛男子佩剑个人冠军。他也参加了2012年夏季奥运会。